# Amvrosij (Jermakov)
Amvrosij (světským jménem: Vitalij Anatoljevič Jermakov; * 15. června 1970, Lužki) je ruský duchovní Ruské pravoslavné církve a metropolita tverský a kašinský.

## Život
Narodil se 15. června 1970 ve vesnici Lužki v Železnogorském rajónu Kurské oblasti.
Od roku 1982 sloužil v chrámech kurské a orelské eparchie. Po absolvování střední školy a povinné vojenské služby nastoupil na Moskevský duchovní seminář.
Dne 7. dubna 1994 byl rektorem moskevských duchovních škol biskupem dmitrovským Filaretem (Karagodinem) v chrámu Svaté Trojice Trojicko-sergijevské lávry postřižen na monacha se jménem Amvrosij na počest svatého Ambrože Optinského. Dne 29. května 1994 byl v Pokrovském akademickém chrámu lávry biskupem Filaretem rukopoložen na hierodiakona. V září stejného roku se stal regentem nově vzniklého studentského sboru semináře a akademie.
Dne 8. října 1994 byl v Pokrovském chrámu lávry biskupem pinským a luniněckým Scjafanem (Korzunem) rukopoložen na jeromonacha.
V červnu 1995 dokončil seminář a nastoupil na Moskevskou duchovní akademii, kterou dokončil roku 1999.
V srpnu 2000 byl patriarchou moskevským Alexijem II. jmenován prorektorem pastoračních kurzů, které byly později přeměněny na Sretěnský duchovní seminář při Sretěnském monastýru v Moskvě. Zde vykonával také funkci blagočinného monastýru a regenta svátečního sboru monastýru.
Roku 2003 studoval na Ruské akademii národního hospodářství a veřejné správy.
Dne 3. června 2004 byl arcibiskupem orechovo-zujevským Alexijem (Frolovem) povýšen na igumena.
Dne 24. prosince 2004 jej Svatý synod zvolil biskupem prokopěvským a vikářem kemerovské eparchie. Dne 28. prosince byl v chrámu Sretěnského monastýru patriarchou Alexijem povýšen na archimandritu. Dne 26. března 2005 proběhla v chrámu Krista Spasitele v Moskvě jeho biskupská chirotonie. Světitelem byl patriarcha moskevský Alexij.
Dne 19. července 2006 byl Svatým synodem ustanoven biskupem bronnickým a vikářem moskevské eparchie.
Dne 6. října 2008 jej Svatý synod jmenoval biskupem gatčinským a vikářem petrohradské eparchie. Stejného dne se stal rektorem Petrohradských duchovních škol.
Dne 2. dubna 2011 byl jmenován předsedou eparchiálního oddělení pro náboženskou výchovu a katechezi.
V letech 2012–2020 působil jako člen Mezirezortní koordinační skupiny pro výuku teologie na vysokých školách.
Dne 12. března 2013 mu byl Svatým synodem změněn titul na biskup petěrgofský.
Dne 1. února 2014 byl v chrámu Krista Spasitele patriarchou moskevským Kirillem povýšen na arcibiskupa.
V letech 2015–2020 byl členem Synodní komise pro kanonizaci svatých.
Dne 14. července 2018 byl jmenován rektorem Moskevských duchovních škol s osvobozením od funkce rektora Petrohradských duchovních škol. Zároveň byl ustanoven arcibiskupem verejským a vikářem patriarchy moskevského a celé Rusi.
Od 6. října 2017 do 4. dubna 2019 byl spolupředsedou pracovní skupiny pro spolupráci mezi Ruskou pravoslavnou církví a Finskou evangelickou církví.
Dne 9. července 2019 byl Svatým synodem ustanoven dočasným rektorem Sretěnského duchovního semináře. Dne 30. srpna stejného roku byl osvobozen od funkce rektora Moskevských duchovních škol a jmenován rektorem Sretěnského duchovního semináře a představeným Sretěnského monastýru.
V letech 2019–2020 sloužil jako spolupředseda Komise eparchiální rady pro práci s univerzitami a vědeckou obcí.
Dne 29. prosince 2019 jej patriarcha Kirill jmenoval představeným chrámu Životodárné Trojice u Saltykova mostu v Moskvě. Dne 23. října 2020 byl osvobozen od této funkce.
Dne 25. srpna 2020 byl ustanoven metropolitou tverským a kašinským. Dne 28. srpna byl v chrámu Krista Spasitele povýšen na metropolitu.
Dne 20. listopadu 2020 jej Svatý synod jmenoval předsedou Církevní a veřejné rady patriarchy moskevského a celé Rusi pro rozvoj ruského církevního zpěvu. Stejného dne byl potvrzen ve funkci představeného Nilo-Stolobenské pustyně a Starického Uspenského monastýru.
Dne 29. prosince 2021 se stal čestným členem Petrohradské duchovní akademie a 1. července 2022 čestným členem Moskevské duchovní akademie.
Dne 16. května 2023 byl ustanoven předsedou Synodní liturgické komise. Je také členem Synodní biblicko-bohoslovecké komise.